# Stop Crying Your Heart Out
A Stop Crying Your Heart Out a brit rockegyüttes, az Oasis kislemeze. A dalt Noel Gallagher írta és az Oasis volt a producere. 2002. június 17-én jelent meg az Egyesült KIrályságban a második kislemezként az együttes ötödik stúdióalbumáról, a Heathen Chemistry-ről (2002). Az Egyesült Államokban 2002 májusában jelent meg. Liam Gallagher az énekes a dalon, míg Noel a háttérénekes.
A Stop Crying Your Heart Out második helyen debütált a Brit kislemezlistán. Első helyig jutott Olaszországban és elérte a legjobb 20 helyet Belgiumban, Dániában, Finnországban és Norvégiában. Ezüst minősítést kapott a Brit Hanglemezgyártók Szövetségétől (BPI).

## Számlista
- CD kislemez / középlemez[1][2]

1. Stop Crying Your Heart Out – 5:02
2. Thank You for the Good Times (Andy Bell) – 4:32
3. Shout It Out Loud – 4:20

- DVD

1. Stop Crying Your Heart Out – 5:03
2. Stop Crying Your Heart Out (demo) – 5:09
3. 10 Minutes of Noise and Confusion – pt two – 7:24

- A demófelvételen Noel Gallagher énekel.

## Közreműködő előadók
- Alan White – dobok
- Gem Archer – zongora, akusztikus gitár
- Noel Gallagher – elektromos gitár, háttérének, dalszerző
- Liam Gallagher – ének, tamburin
- Andy Bell – basszusgitár
- Oasis – producer
- David Treahearn – hangmérnök
- Jan "Stan" Kybert  – hangmérnök
- Paul "P-Dub" Walton – hangmérnök
- Mark Stent – keverés

## Slágerlista

### Heti slágerlisták
| Év   | Slágerlista (2002)                   | Legmagasabb pozíció |
| ---- | ------------------------------------ | ------------------- |
| 2002 | Ausztrália (ARIA)                    | 48                  |
| 2002 | Ausztria (Ö3 Austria Top 40)         | 41                  |
| 2002 | Belgium (Ultratip Wallonia)          | 13                  |
| 2002 | Kanada (Nielsen SoundScan)           | 6                   |
| 2002 | Dánia (Tracklisten)                  | 17                  |
| 2002 | Európa (Eurochart Hot 100)           | 9                   |
| 2002 | Finnország (Suomen virallinen lista) | 11                  |
| 2002 | Németország (Official German Charts) | 48                  |
| 2002 | Magyarország (Single Top 40)         | 9                   |
| 2002 | Írország (IRMA)                      | 6                   |
| 2002 | Olaszország (FIMI)                   | 1                   |
| 2002 | Hollandia (Single Top 100)           | 73                  |
| 2002 | Norvégia (VG-lista)                  | 13                  |
| 2002 | Skócia (OCC)                         | 2                   |
| 2002 | Spanyolország (PROMUSICAE)           | 6                   |
| 2002 | Svédország (Sverigetopplistan)       | 23                  |
| 2002 | Svájc (Schweizer Hitparade)          | 48                  |
| 2002 | Brit kislemezlista (OCC)             | 2                   |
| 2009 | UK Indie (OCC)                       | 9                   |
| 2009 | Brit kislemezlista (OCC)             | 71                  |
| 2010 | UK Indie (OCC)                       | 18                  |
| 2010 | Brit kislemezlista (OCC)             | 50                  |
| 2012 | Franciaország (SNEP)                 | 135                 |

### Év végi slágerlisták
| Slágerlista (2002)       | Pozíció |
| ------------------------ | ------- |
| Olaszország (FIMI)       | 38      |
| Brit kislemezlista (OCC) | 50      |

## Minősítések
| Régió                    | Minősítés | Példányszám |
| ------------------------ | --------- | ----------- |
| Egyesült Királyság (BPI) | Platina   | 600,000     |

## Kiadások
| Régió              | Dátum            | Formátum(ok)                      | Kiadó(k)       | For.   |
| ------------------ | ---------------- | --------------------------------- | -------------- | ------ |
| Egyesült Államok   | 2002. május 28.  | - alternatív rádió - AAA rádió    | Epic           | [ 26 ] |
| Egyesült Királyság | 2002. június 17. | - 7" vinyl - 12" vinyl - CD - DVD | Big Brother    | [ 27 ] |
| Ausztrália         | 2002. július 29. | CD                                | Helter Skelter | [ 28 ] |

## BBC Radio 2 Allstars jótékonysági kislemez
2020. november 10-én a BBC Radio 2 bejelentette, hogy kiadják a Stop Crying Your Heart Out feldolgozását, amelyet a BBC Radio 2 Allstars fog előadni a BBC Children in Need részeként. Minden zenész felvette saját részét otthonában, hogy ösztönözzék az embereket, hogy maradjanak otthon a Covid19-pandémia alatt. A dal összes bevételét a BBC Children in Need-nek juttatták.

### Előadók
A dalon a következő előadók működtek együtt (betűrendben):

#### Vokál
- Bryan Adams
- Izzy Bizu
- Grace Chatto (Clean Bandit)
- Cher
- Melanie C
- Jamie Cullum
- Ella Eyre
- Paloma Faith
- Rebecca Ferguson
- Jess Glynne
- Lenny Kravitz
- KSI
- Lauv
- Ava Max
- Kylie Minogue
- James Morrison
- Gregory Porter
- Nile Rodgers
- Jack Savoretti
- Jay Sean
- Anoushka Shankar
- Robbie Williams
- Yola

#### Hangszerek
- BBC Koncertzenekar – zenekar
- Andy Caine – háttérének
- Rita Campbell – háttérének
- Grace Chatto – cselló
- Ben Jones – gitár
- Sheku Kanneh-Mason – cselló
- Rich Milner – orgona
- Rocco Palladino – basszusgitár
- Anoushka Shankar – szitár
- Ash Soan – dobok
- Mark Taylor – billentyűk

#### Utómunka
- Dick Beetham – master, utómunka
- Martin Hollis – hangmérnök, utómunka
- Brian Rawling – producer
- Mark Taylor – producer, keverés, utómunka

### Slágerlisták
| Slágerlista (2020–2021)             | Legmagasabb pozíció |
| ----------------------------------- | ------------------- |
| Euro Digital Song Sales (Billboard) | 1                   |
| Global Excl. US (Billboard)         | 114                 |
| Szlovákia (Rádio Top 100)           | 85                  |
| Brit kislemezlista (OCC)            | 7                   |